# Kelsey Bone
Kelsey Bone est une joueuse de basket-ball américaine, née le 31 décembre 1991 à Houston (Texas).

## USA Basketball
Bone est invitée au Women's Youth Development Festival, qui regroupe les meilleurs sophomores et juniors de lycée, de 2007 à Colorado Springs.
Bone est sélectionnée en équipe nationale des 18 ans et moins qui remporte invaincue la médaille d'or du Championnat des Amériques de juillet 2008 à Buenos Aires, Argentine. Elle débute les cinq rencontres, scorannt à chaque fois plus de 10 points.
Elle poursuit en équipe nationale des 19 ans et moins au Mondial de juillet-août 2009 organisé à Bangkok (Thaïlande). Bien que défaits dans la rencontre inaugurale par l'Espagne, les États-Unis remportent les rencontres suivantes et défont l’Espagne 81–71 en finale. 

## WNBA
Elle est draftée en cinquième position par le Liberty de New York et finit dans la WNBA All-Rookie Team 2013[réf. nécessaire]. 
Tina Charles ayant exigé de sa franchise un transfert vers New York, elle est envoyée en avril 2014 au Liberty de New York (plus un troisième tour de draft 2015) contre Kelsey Bone, le premier tour de draft 2014 (Alyssa Thomas, quatrième choix) et le premier tour de draft 2015 du Sun, le jour où la franchise du Connecticut drafte Chiney Ogwumike.
Alors que le Sun était attendu avoir une saison WNBA 2015 difficile après la blessure de la rookie de l'année 2014 Chiney Ogwumike et la retraite anticipée de Katie Douglas, l'équipe fait un début de saison en fanfare qui lui donne des chances de participer aux play-offs. Bone est sélectionnée, tout comme Alex Bentley, pour le WNBA All-Star Game 2015. Vrai pivot qui aime le jeu dos au panier, elle est une joueuse physique comme en témoigne son match de suspension pour un coup de coude à Natalie Achonwa. Mi-août, elle est neuvième de la ligue aux points marqués, onzième au rebond et quatrième à l'adresse aux tirs avec une réussite passée de 45 % à 53 % entre sa première et sa deuxième saison. Elle inscrit son meilleur total en carrière avec 31 points lors du dernier match de la saison régulière, une victoire face au Sky de Chicago, équipes toutes deux qualifiées pour la saison régulière. Cette semaine-là, elle nommée meilleure joueuse de la conférence Est pour la première fois de sa carrière, étant alors meilleurs scoreuse de la WNBA  (25,0 points) et troisième de sa conférence au rebond (7,0).
Elle est nommée joueuse ayant le plus progressé au cours de la saison WNBA 2015 avec des moyennes de points passées de 9,3 points à 15,4, ses rebonds de 5,4 à 6,3, ses passes décisives de 1,4 à 2,0 et son pourcentage de réussite aux tirs de 45,1 % à 50,8 %. 
Le 25 juin 2016, le Mercury de Phoenix acquiert l'ancienne All-Star du Sun contre l'arrière rookie Courtney Williams, les droits sur Jillian Alleyne sélectionnée au second tour de la draft WNBA 2016, et le second tour de la draft WNBA 2017 précédemment acquis par Connecticut auprès des Stars de San Antonio.  Alors qu'en 2015 ses statiques atteignaient 15,4 points à 50,8 % d'adresse et 6,3 rebonds, elles n'étaient plus en 2016 que de 10,4 points à 43,3% et 5,4 rebonds. Le manager général de Phoenix Jim Pitman se déclare néanmoins enthousiaste : « Les échanges en cours de saison impliquent rarement des All-Star comme Kelsey Bone. Bien qu'elle ne soit qu'à sa quatrième saison, Kelsey est un talent reconnu de notre ligue et nous croyons que ce transfert fait de nous une meilleure équipe aujourd'hui et pour demain. Elle est une compétitrice, elle prend des rebonds, elle est de grande taille, elle joue fort et dur. Nous sommes très excités de son potentiel. »
En février 2018, le Mercury transfère Kelsey Bone aux Aces de Las Vegas contre le 26e choix de la draft WNBA 2018 et une sélection de second tour de la draft WNBA 2019.

## Europe
Depuis la saison 2013-2014, Kelsey Bone joue pour l'équipe turque de Galatasaray, dans la même saison elle remporte la Coupe de Turquie, l'Euroligue (10,1 points et 5,8 rebonds) et finalement la ligue de Turquie (10,0 points et 6,1 rebonds). À l'été 2014, elle prolonge son contrat de deux saisons. Bone démarre les neuf rencontres et finit seconde scoreuse de sa formation avec 12,3 points par rencontre. Terminant à 9,0 points et 4,8 rebonds en Euroligue et 11,1 points et 5,3 rebonds en championnat, elle signe pour 2015-2016 chez le promu Université du Proche-Orient.
2024, elle arrive en France et rejoint la raquette de l'ESBVALM à Villeneuve d'Ascq

## Palmarès
- Médaillée d'or au Championnat du monde de basket-ball féminin des moins de 19 ans 2009
- Médaille d'or au Championnat des Amériques avec les 18 ans et moins 2008
- Vainqueur de la coupe de Turquie 2013-2014
- Championne de l'Euroligue 2013-2014
- Championne de la ligue de Turquie 2013-2014

## Distinctions personnelles
- WNBA All-Rookie Team 2013 [24]
- Sélection au WNBA All-Star Game 2015[25]